# Far (musikalbum)
Far är det femte musikalbumet av den amerikanska singer-songwritern Regina Spektor. Far utgavs 22 juni 2009. Första singeln "Laughing With" släpptes 18 maj tillsammans med "Blue Lips".
Samtliga låtar är skrivna och komponerade av Regina Spektor.

## Låtlista
1. "The Calculation" - 3:13
2. "Eet" - 3:54
3. "Blue Lips" - 3:34
4. "Folding Chair" - 3:35
5. "Machine" - 3:51
6. "Laughing With" - 3:18
7. "Human of the Year" - 4:12
8. "Two Birds" - 3:23
9. "Dance Anthem of the 80s" - 3:44
10. "Genius Next Door" - 5:10
11. "Wallet" - 2:30
12. "One More Time With Feeling" - 4:03
13. "Man of a Thousand Faces" - 3:12

- iTunes pre-order

1. "The Flowers (Live, Begin to Hope Tour)"

- iTunes Bonus Track Version

1. "Time Is All Around"
2. "The Sword & The Pen"
3. "Riot Gear"
4. "The Flowers (Live, Begin to Hope Tour) [Pre-order only]"

## Mottagande
Far nådde andraplatsen på Albumlistan i svenska iTunes Store inom 24 timmar efter sin release. På den officiella albumlistan debuterade Far på åttonde plats.